# Hedqvistina
Hedqvistina is een geslacht van vliesvleugeligen uit de familie Pteromalidae. De wetenschappelijke naam van dit geslacht is voor het eerst geldig gepubliceerd in 2008 door Koçak, Hüseyinoglu & Kemal.

## Soorten
Het geslacht Hedqvistina is monotypisch en omvat slechts de volgende soort:
- Hedqvistina saetosa (Hedqvist, 1969)